# Toronto (Kansas)
Toronto – miejscowość w Stanach Zjednoczonych, w stanie Kansas, w hrabstwie Woodson.